# سجن هارون
سجن هارون أو سجن هارون الرشيد هي سجن تاريخية تعود إلى عصر القرن الرابع الهجري، وتقع في الري. من الواضح أن المبنى كما يوحي اسمه كان أسير العصر البويهي وبُني فقط للحبس الانفرادي. وفقًا لأندريه جودار، يعود تاريخ المبنى إلى العصر السلجوقي ويعتبر أحد التحصينات العسكرية في تلك الحقبة.